# Łomczewo
Łomczewo – wieś w Polsce położona w województwie wielkopolskim, w powiecie złotowskim, w gminie Okonek.
W latach 1975–1998 miejscowość administracyjnie należała do województwa pilskiego.
W południowo-zachodniej części miejscowości znajduje się grupa dębów, pomników przyrody. W centrum wsi zabytkowy kościół Wniebowstąpienia Pańskiego.